# Rikard Schwarz
Rikard Schwarz (Zagreb, 20. rujna 1897.  – Jasenovac, potkraj 1941.) bio je hrvatski skladatelj, dirigent i glazbeni pisac.

## Životopis
Potomak je zagrebačke židovske obitelji podrijetlom iz Nagykanizse u Mađarskoj. Otac Ljudevit, pravnik i političar (Zagreb, 1858. – Zagreb, 1943.) bio je prvi zastupnik židovskog podrijetla u Hrvatskom saboru (1887. – 1906. i 1910. – 1913.), zastupnik u Hrvatsko-ugarskom državnom saboru u Budimpešti (1892. – 1913.) te gradski zastupnik u Zagrebačkoj skupštini (1892. – 1904.). Majka Irda (Sida), rođena Kraus 1870. godine, umrla je u Zagrebu 6. veljače 1904. godine ostavivši iza sebe četvero djece: sinove Rikarda i Vilima te kćeri Nadu i Anamariju. 
Rikard Schwarz stekao je osnovno i gimnazijsko obrazovanje u Zagrebu. Usporedo se glazbeno školovao na školi Hrvatskog glazbenog zavoda u Zagrebu gdje je učio violinu u klasi Vàclava Humla, glasovir u klasi Ernesta Krautha i teorijske predmete kod Franje Dugana i Frana Lhotke. Pred samu maturu počinje se baviti i skladanjem te piše svoje prve skladbe posvećene glasoviru: Mali preludij (20. travnja 1916.) i Andante (18. kolovoza 1916.). Iste godine inspiriran stihovima hrvatskog pjesnika Dragutina Domjanića, Rikard Schwarz sklada dvije solo pjesme pod nazivom U mistične noći i Mrtvo jezero. Prve skladateljske pokušaje prekinule su okolnosti Prvog svjetskog rata i poziv u vojsku. U to vrijeme Schwarz sklada Sve utaman (17. lipnja 1917.), još jednu solo pjesmu za sopran i glasovir na stihove Vladimira Nazora. Po povratku iz vojske, 1918., prema očevoj želji, započinje studij kemije na Tehničkom fakultetu u Zagrebu (1918./19.), a ubrzo prelazi na Visoku tehničku školu u Beču. Bogat glazbeni život Beča i čvrsta uvjerenost u glazbeni poziv usmjerili su Rikarda Schwarza prema umjetnosti te se već iste 1919. godine upisuje kao redovni student na Staatsakademie für Musik und darstellende Kunst u Beču. Rikard je u Beču slušao predavanja Arnolda Schönberga, Albana Berga i Josepha Marxa te glasovir kod Franza Josepha Mosera i dirigiranje kod Ludwiga Kaisera. U okrilju tada suvremene skladateljske škole Arnolda Schönberga, pod vodstvom mentora Albana Berga, Schwarz u bečkom razdoblju sklada osam skladbi: Sonata za violinu i glasovir u c-molu, Variationen und Fugato über ein Menuetto von Mozart für Klavier 2hdg, Fünf Lieder nach Gedichten aus „Arabischen Nächten“ von Hans Bethge, Gudački kvartet u B-duru, solo pjesma Ponekad biva iz ciklusa Rainera Marie Rilkea Die frühen Gedichte (1919.), Prelude za glasovir (1921.), dva zbora na jidiš tekstove Inser rebenju i Kinder kimt te orkestralna balada Pod palubom (za bariton i orkestar) prema Nazorovom mini-ciklusu Galeoti. U ostavštini se nalazi i fragment skladbe Uspavanka za violinu i orkestar ili možda glasovir te partitura Romantičke simfonije skladane u Novom Sadu 1938. godine.
Po završetku studija 1922., Rikard se vraća u Zagreb gdje, u želji predstaviti svoje „bečke“ radove, 28. rujna 1922. priređuje skladateljsku večer u Hrvatskom glazbenom zavodu. Glazbena kritika prepoznala je Rikardovo skladateljsko umijeće. Violinsku sonatu u c-molu i Gudači kvartet u B-duru (danas nije sačuvan) uspijeva plasirati u Beč i Southampton. Kvartet Gottesmann u Beču 1922. godine izvodi Gudači kvartet u B-duru, dok Violinsku sonatu s velikim uspjehom izvodi njegov šogor, violinist Miroslav Schlik ili Shlik (suprug Rikardove sestre Anamarije) u Southamptonu u ožujku i lipnju iste godine. U travnju 1923. godine, Schlik s još tri engleska umjetnika izvodi i Gudački kvartet u B-duru. Rikard Schwarz, kako sam piše, „zbog financijskih razloga“, prekida daljnji studij u Beču te glazbenu djelatnost, pretežno pedagošku, dirigentsku i publicističku, nastavlja u Osijeku i Splitu. U Osijeku je, uz Maksa Ungera, Schwarz bio jedan od tvoraca ideje prerastanja Muzičke škole u Gradski konzervatorij. Zaslužan je za izradu nastavnog plana i stvaranje knjižnice Gradskog konzervatorija. Od 1924. godine djeluje kao operni dirigent u Narodnom kazalištu, kao zborovođa Pjevačkog društva „Kuhač“, pedagog na Gradskom konzervatoriju i kao glazbeni kritičar u listu Die Drau, Kazališnom listu, Jugoslovenskom muzičaru i Hrvatskom listu. Vrlo često, uz dirigenta Lava Mirskog, dirigira osječkom Filharmonijom i operetnim predstavama. Financijske poteškoće u glazbenom odjelu osječkog Kazališta i Filharmonije, usmjerile su Schwarzovu pozornost prema Splitu gdje krajem 1926. godine djeluje u Operi. U Splitu, 1. travnja 1927., u suradnji s violinisticom Mary Žeželj i pijanisticom Jelkom Karlovac osniva privatnu školu. Kratak boravak u Splitu, za Schwarza bio je vrlo plodan pa pored pedagoške djelatnosti vodi orkestar i zbor Pjevačkog društva „Zvonimir“ te priređuje simfonijski koncert Splitske filharmonije. Kontinuirano se javlja kao glazbeni kritičar u listovima Novo doba i Jutarnji list. Kako je i za vrijeme boravka u Splitu, Schwarz ugovorno bio još uvijek vezan za osječko Kazalište, a čiji operetni ansambl prelazi u Beograd, Schwarz ponovno mora seliti, što mu je, iako ne po osobitoj volji, odredilo daljnji radni vijek.
Od 1927. godine pedagošku djelatnost nastavlja kao nastavnik glasovira i teorije na Muzičkoj školi »Stanković« u Beogradu gdje od 12. studenog 1929. do 1937. djeluje i kao pomoćnik direktora. Kao novinar se javlja u Glasniku Muzičkog društva „Stanković“. Godine 1929., uz skladatelje Miloja Milojevića i Kostu Manojlovića, pokreće glazbeni časopis Muzika. Publicističku djelatnost razvija pišući i za Zvuk, Radio Beograd, Muzičar te u listovima Morgenblatt, Židov i Sportsko-turistički Lloyd. Pored glazbeno-kritičarskih napisa u novinama, Schwarz vrlo često piše članke o povijesno-glazbenim temama. S predavanjima iz povijesti glazbe sudjeluje u radu Kolarčevog narodnog univerziteta od 1934. do 1938. te kao dirigent orkestra škole „Stanković“ priprema opernu klasu s kojom nastupa u Narodnom pozorištu s djelima Glucka, Pergolesija i Mozarta.
Posljednja etapa Schwarzove skladateljske i dirigentske djelatnosti vezana je uz Novi Sad. Tamošnja Muzička škola „Isidor Bajić“, pod Schwarzovim ravnateljstvom, od 1936. do 1940., doživljava period preporoda, kada poduzima brojne aktivnosti i ostvaruje iznimne uspjehe. Schwarz Muzičku školu vodi pod nazivom Narodni konzervatorijum te priređuje popularne koncerte s predavanjima uz sudjelovanje solista, školskog zbora i orkestra. U Novom Sadu, 1938. godine, Rikard Schwarz postaje otac sina Luje (Ludvig-Milorad), dok mu supruga Verica rođ. Jovanović umire od posljedica poroda.
Godine 1940. mobiliziran je u Sarajevo i Makedonijug. Nakon Travanjskog rata 1941. godine bježi iz Novog Sada u Zagreb gdje mu se nalaze otac, sestra i sin. Dana 30. lipnja 1941. uhićen je te odveden u Zagrebački zbor, a odatle 2. ili 3. srpnja u Gospić, zatim u paški logor Slana te naposljetku u logor Krapje (Jasenovac I), gdje je prema postojećim indicijama umro od gladi i iscrpljenosti prije kraja 1941.

## O djelima
Skladateljski opus Rikarda Schwarza moguće je analizirati na osnovu 27 sačuvanih djela. Njegove ranije skladbe nastale u Beču između 1918. i 1921. pokazuju harmonijsku smjelost i težnju modernijem glazbenom izrazu po uzoru na skladatelje Druge bečke škole, ali se primjećuje i otklon prema neoklasicizmu (Sonata za violinu i klavir u c-molu, 1921.). Za povijest hrvatske glazbe posebno su zanimljive prve solo pjesme na tekstove Dragutina Domjanića i Vladimira Nazora, radi odnosa tekstualnog predloška te vokalne i instrumentalne dionice. Schwarz upravo načinom tretiranja glasovirske dionice u odnosu na vokalnu i načinom deklamacije teksta u pojedinim dijelovima pokazuje suvremenost izraza i svoj afinitet prema „modernom“. Najradikalniji iskorak Schwarz je ostvario u II. gudačkom kvartetu i glasovirskoj skladbi Albumblatt gdje napušta tonalitetne okosnice. Neoklasicizmu se „vraća“ i svojim posljednjim opusom, Romantičkom simfonijom, iz 1938.
Instrumentalna djela obuhvaćaju skladbe za glasovir nastale u razdoblju od 1915. do 1938. godine. U rukopisu se nalazi skladba Bez naslova (Zagreb, 1915.), Mali preludij (Zagreb, 1916.), Prelude (Beč, 1921.), Variationen und Fugato über ein Menuetto von Mozart für Klavier 2hdg (Beč, 1922.), Albumblatt (Zagreb, 1923.?) te Glasovirska skica za nepoznati scenski komad (oko 1937. – 1938.?). Godine 1935. štampa državne štamparije Kraljevine Jugoslavije u Beogradu tiska skladbu Svečana muzika u slavu 27. X. 1935.

## Djela
- Skladba bez naslova za glasovir (1915.)
- Mali preludij za glasovir (1916.)
- Mrtvo jezero za alt i glasovir	(1916.)
- U mistične noći za mezzosopran i glasovir (1917.)
- Ponekad biva za alt i glasovir (1919.)
- Fünf Lieder nach Gedichten aus den "Arabischen Nächten" (1921.)
- Inser rebenju za muški zbor (1921.)
- Pod palubom, balada za bariton i orkestar (1921.)
- Prelude za glasovir (1921.)
- Sonata za violinu i glasovir u c-molu (1921.)
- Kinder kimt za mješoviti zbor (1922.)
- Variationen und Fugato über ein Menuetto von Mozart für Klavier 2hdg. (1922.)
- Albumblatt za glasovir (1923.)
- Schluf man Kind za sopran i mješoviti zbor (1923.)
- 2. kvartet (1924.)
- Dečja svita za glasovir (1935.)
- Svečana muzika u slavu 27.X. 1935 za glasovir (1935.)
- Prolećna molitva za reči za ženski zbor (1938.)
- Romantička simfonija u c-molu (1938.)
- Snoviđenja za život pravi za mješoviti zbor (1938.)
- Glazbeni brojevi za igrokaz "Izmira" za mješoviti zbor i orkestar
- Uzdaj se u Boga (Graničari) za mješoviti zbor i orkestar
- Solo pjesme[3]